# Siniphanerotomella
Siniphanerotomella är ett litet släkte av steklar, inom underfamiljen Cheloninae i familjen bracksteklar. Släktet beskrevs 1994 av J. He, X. Chen, C. van Achterberg.
Arter inom släktet enligt Catalogue of Life:
- Siniphanerotomella disparclypeolus
- Siniphanerotomella fanjingshana